# Эль-Камышлы

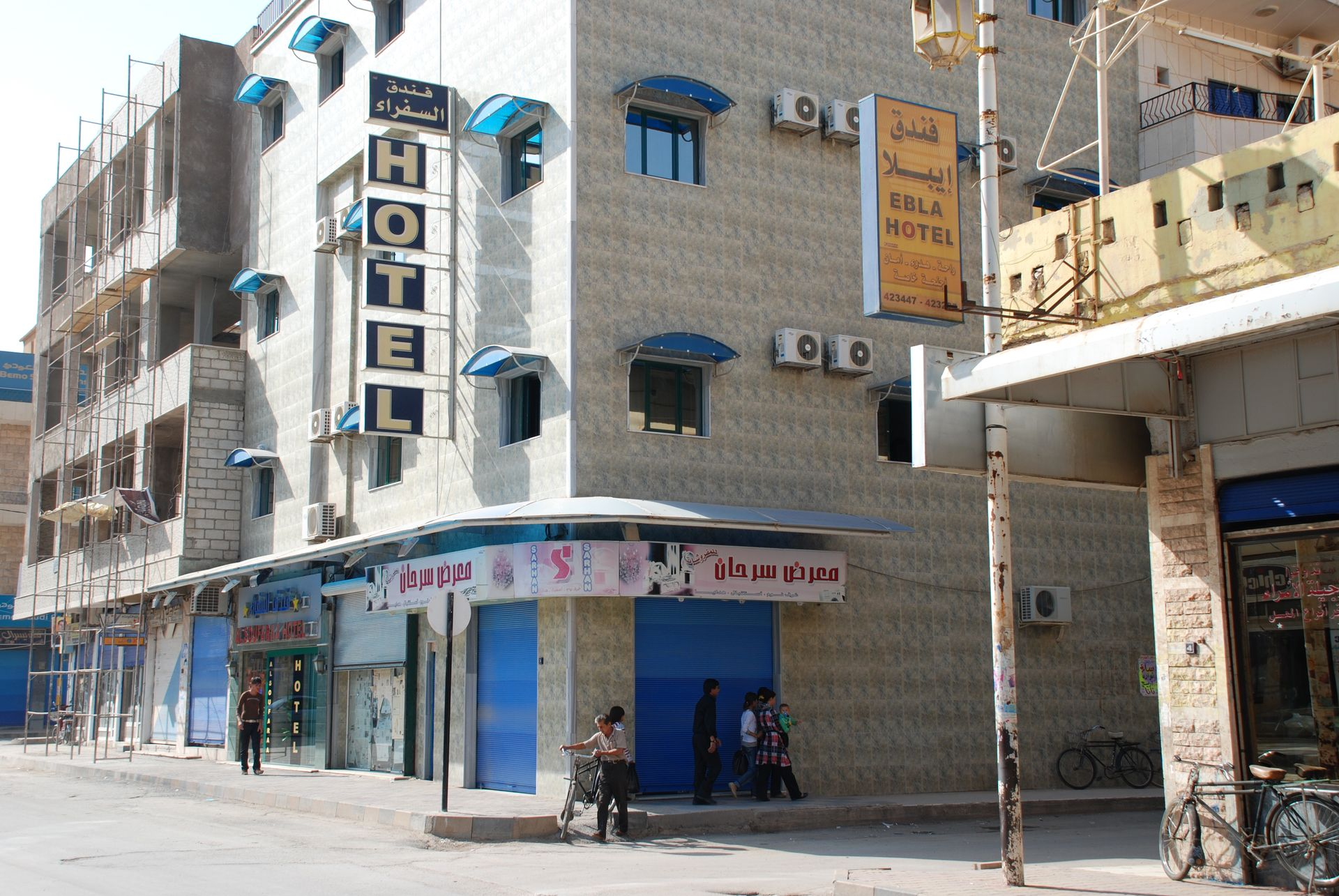
Отели на улице президента Хафеза аль-Асада

Эль-Камышлы (араб. القامشلي‎, курд. Qamişlo, сир. ܩܡܫܠܐ Qamišlo или ܒܝܬ ܙܐܠܝ̈ܢ Beṯ Zālin) — город на северо-востоке Сирии, находящееся на территории Западного Курдистана на границе с Турцией, вблизи от Ирака.
Находится в мухафазе Эль-Ха́сака на реке Джаг-Джаг, административный центр района. Фактическая столица Сирийского Курдистана.

## Этимология
Изначально город был маленькой деревней, населённой ассирийцами, которые называли её Бет Залин (ܒܝܬ ܙܐܠܝ̈ܢ), что означает «дом камыша». Современное название является турецкой калькой с ассирийского — «камышлы» переводится с турецкого как «камышовый».

## История
Город был основан в 1926 году как железнодорожная станция на ветке от Тартуса.
2010-е
Гражданская война в Сирии: Город контролируют преимущественно курдские «Отряды народной самообороны» (YPG), а также ассирийское ополчение «Суторо». Проправительственные силы контролируют только некоторые центральные улицы, пограничный переход с Турцией и аэропорт, откуда сирийская армия снабжала бойцов гарнизона Дейр-эз-Зора в период его блокады и наносит авиаудары по боевикам ИГ.
2020-е
Россия создаёт новую военную базу на территории аэропорта Эль-Камышлы.
В конце апреля 2021 года в городе начались столкновения между арабскими «Силами национальной обороны» (СНО) и курдскими отрядами «Сирийских демократических сил» (СДС). Урегулировать конфликт путём переговоров не вышло, поэтому в районах поблизости от местного аэродрома появились бронемашины военной полиции РФ.

## Население
Население Эль-Камышлы составляет 90 тыс. жителей (с пригородами — 200 тыс. чел.). Поскольку город расположен на границе с Турцией, его население быстро увеличилось за счёт ассирийцев, спасавшихся от геноцида, проводившегося Османской империей. Беженцы армяне, курды и курдистанские евреи также осели в Эль-Камышлы. В XXI веке курды составляют здесь большинство, считая город столицей Рожавы.

## Транспорт
В городе есть международный аэропорт Камышлы (код IATA — KAC) и железнодорожная станция.

## Спорт
В городе базируется футбольный клуб «Аль-Джихад».